# Lawotschkin La-5
Die Lawotschkin La-5 (russisch Лавочкин Ла-5) war ein einsitziges einmotoriges sowjetisches Jagdflugzeug, das im Zweiten Weltkrieg eingesetzt wurde.

## Geschichte
1941 machte sich Semjon Alexejewitsch Lawotschkin daran, ein Nachfolgemuster für die LaGG-3 zu entwickeln, die aufgrund ihrer Unterlegenheit gegenüber deutschen Jägern nur als Übergangslösung betrachtet werden konnte.
Dem neuen Muster wurde anstelle des V12-Motors ein Schwezow-ASch-82-Doppelsternmotor eingebaut, wodurch die Zelle komplett überarbeitet werden musste, was das Flugzeug praktisch zu einer Neukonstruktion machte. Das so im Flugzeugwerk Nr. 21 in Gorki entwickelte Modell wurde gegen Ende 1941 getestet. Die Erprobung verzögerte sich jedoch aufgrund von Problemen bei der Kühlung der hinteren Zylinder. Erschwerend kam hinzu, dass die Fabrik den Angriffen deutscher Bombenflugzeuge ausgesetzt war.
Im März 1942 waren alle Testflüge abgeschlossen und die La-5 absolvierte bis zum Juni 1942 die staatliche Flugerprobung. Anfang Dezember erschienen die mit einer Vollsichtkanzel ausgerüsteten ersten Serienexemplare der La-5F, die erstmals in größeren Mengen bei der Schlacht von Stalingrad zum Einsatz kamen und dort den Beinamen „Hölzerner Retter von Stalingrad“ erhielten; Ende 1942 waren bereits 1125 Flugzeuge an die Front geliefert worden, die an der Seite der Jakowlew Jak-9 mit der deutschen Luftwaffe um die Luftherrschaft rangen. Ende 1942 ging das Flugzeug mit dem verbesserten ASch-82F-Triebwerk, der dem Typ eine Höchstgeschwindigkeit von 630 km/h ermöglichte, als La-5F in die Serienproduktion.
In einer Luftrüstungskonferenz am 9. Dezember 1942 mit Erhard Milch wurde festgestellt das die Lagg 5 sehr „unangenehm“ sei und der Me 109 in der Ausführung F4, jedoch nicht der Me 109 G überlegen ist.
Als im März 1943 der nochmals verbesserte ASch-82FN-Motor mit Direkteinspritzung verfügbar war, entstand als leistungsstärkste Version die La-5FN mit dem charakteristischen, ganz nach vorne gezogenen Lufteinlass auf der oberen Rumpfseite sowie dem abgesenkten Rumpfrücken hinter dem Cockpit für eine bessere Rundumsicht. Dieser Typ wurde im Sommer 1943 erstmals in größeren Stückzahlen in der Schlacht im Kursker Bogen eingesetzt. Sie konnte sich auf Grund ihrer Wendigkeit mit der gegnerischen Messerschmitt Bf 109 in Bodennähe und mittlerer Höhe messen und stieg schneller als die schwerere Focke-Wulf Fw 190. So hatte sie einen nicht geringen Anteil daran, dass die Initiative in der Luft ab diesem Zeitpunkt allmählich auf die sowjetischen Truppen überging. Iwan Koshedub, erfolgreichster alliierter Jagdflieger des Zweiten Weltkrieges, erzielte bei Kursk mit einer La-5FN zwölf Abschüsse. Problematisch waren jedoch die hohe Landegeschwindigkeit, unzureichende Instrumentierung und hohe Temperaturen in der Kabine.
Ab September 1943 kam die zweisitzige Schulversion La-5UTI (auch: La-5U, bei den Luftstreitkräften auch als UTI-5 bezeichnet) zum Einsatz.
Ebenfalls geflogen wurde die La-5FN von der 1943/44 aufgestellten „1. Gemischten Tschechoslowakischen Fliegerdivision“, unter anderem auch während des Slowakischen Nationalaufstandes von den Flugplätzen Zolná und Tri Duby aus. Bei der deutschen Luftwaffe wurden erbeutete La-5 in der 2./Versuchsverband Ob.d.L nachgeflogen und getestet. Testpilot Hans-Werner Lerche bestätigte gute Verarbeitung, Flugeigenschaften und Steigleistungen.
Nach dem Krieg erhielten die Luftstreitkräfte der ČSR die La-5 als Ausrüstung und flogen sie unter dem Kürzel S-95. Der Übungsjäger La-5UTI wurde als CS-95 eingesetzt.
Bis Ende 1944 wurde 1021 La-5, 4147 La-5F und 4817 La-5FN hergestellt, dazu 28 La-5UTI-Schulflugzeuge, zusammen also 10.013 Stück. Andere Quellen nennen eine Gesamtstückzahl von 9.920 La-5.

## LaG-5 und Gu-82

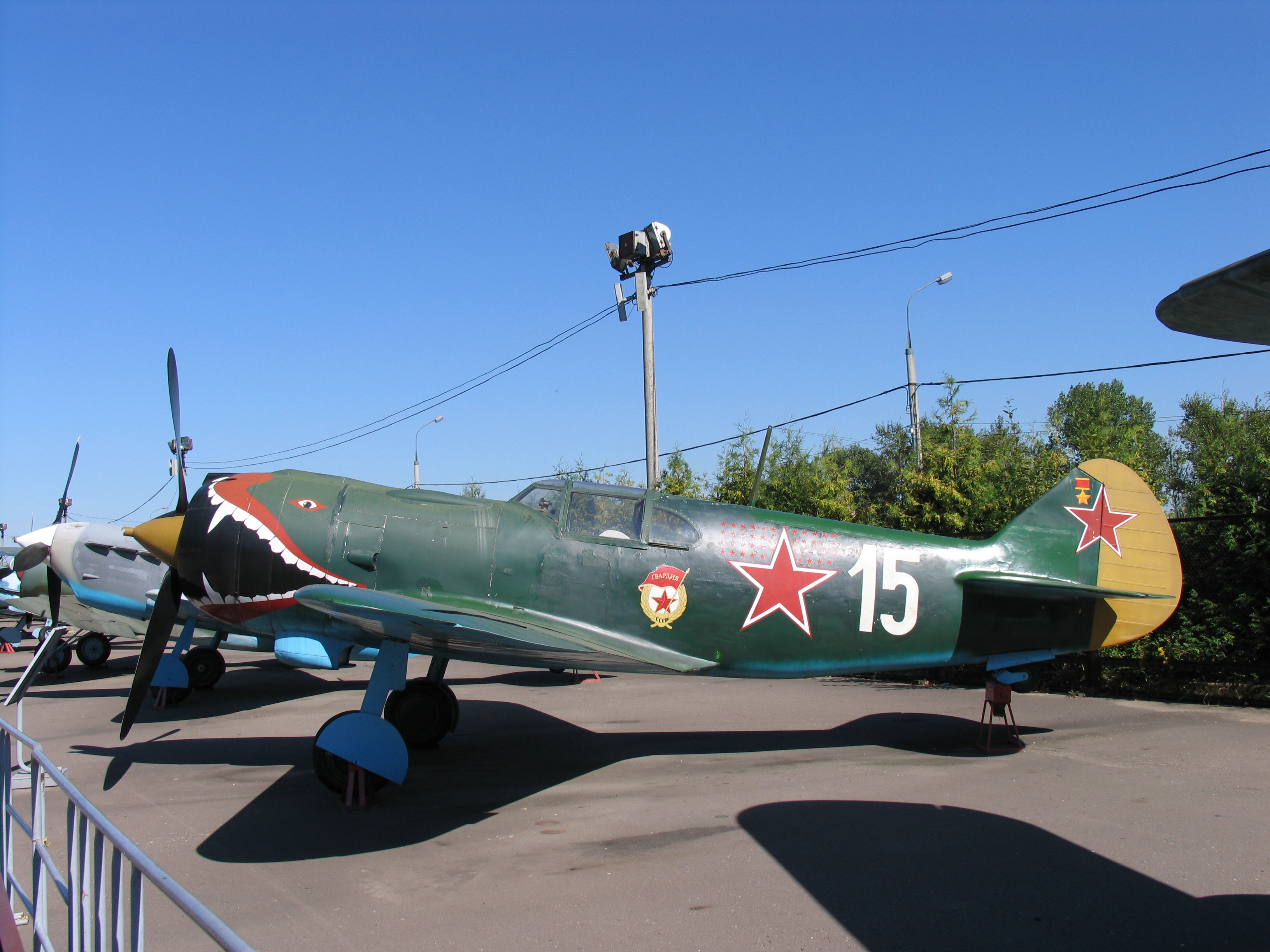
Lawotschkin-Gorbunow LaG-5 von Georgi Kostylow (3.GIAP)

Während Lawotschkin in Gorki die Produktion der LaGG-3 optimierte und an der La-5 arbeitete, organisierte Wladimir Petrowitsch Gorbunow die Produktion der LaGG-3 im Werk Nr. 31 in Taganrog. Nach dessen Evakuierung nach Tbilissi entwickelte er unter Verwendung des ASch-82-Sternmotors die LaG-5. Sie ähnelte der La-5, besaß jedoch den von der LaGG-3 übernommenen, hinter der Kabine nicht abgesenkten Rumpf mit integrierten Seitenfenstern. Die LaG-5 erreichte nicht ganz die Leistungen des La-5-Prototyps. Dennoch wurde ab Juni 1942 in Tbilissi eine kleine Serie als Übergangslösung gebaut. Ende 1942 wurde die Produktion auf die La-5 umgestellt.
Die LaG-5 wurde unter anderem beim 159. IAP (russisch истребительный авиаполк, Transkription: Istrebitelny Awiapolk, Jagdfliegerregiment) bei der Belagerung von Leningrad und beim 240. IAP in der Panzerschlacht im Kursker Bogen eingesetzt.
Michail Iwanowitsch Gudkow, der auch an der LaGG-3 mitgearbeitet hatte, entwickelte gleichermaßen die ASch-82-Ausführung Gu-82. Die Motoraufhängung sowie die Triebwerksverkleidung übernahm er von dem leichten Frontbomber Su-2, der (unter anderem auch) mit dem ASch-82 in Serie produziert wurde. Bewaffnet war die Gu-82 mit zwei 20-mm-Kanonen SchWAK über dem Motor. Den Erstflug führte A. N. Grintschik im März 1941 unter der Bezeichnung Gu-182 durch. Die Motoraufhängung erwies sich als ungeeignet, daher übernahm Gudkow diejenige der geplanten Su-2-Weiterentwicklung Su-4. Solchermaßen umgerüstet startete das Flugzeug als Gu-82 im Herbst 1941 zum Erstflug. Der Motor erwies sich für die relativ schwere Zelle als zu schwach und die Versuche wurden eingestellt.

## Technischer Aufbau
Die La-5 war ein einsitziger Jäger in Ganzholz-Halbschalenbauweise. Dabei wurden die Spanten aus Birkenschichtholz und die Beplankung aus Bakelit-Birkensperrholz gefertigt. Die Stringer waren als Dreiecksprofile konstruiert. Der Vorderrumpf war zur Aufnahme des Triebwerkes als Metallkonstruktion mit abnehmbaren Zugangsklappen ausgeführt. Auf der Oberseite der Motorverkleidung war als Erkennungsmerkmal der Laderluftkanal für einen zweistufigen Lader hinter dem Triebwerk, auf der Unterseite befand sich ein Lufteinlauf für den Ölkühler mit einer Drosselklappe.
Das Triebwerk wurde von einer geschweißten Chromstahlkonstruktion gehalten und war mit einem dreiblättrigen WISch-105W-Verstellpropeller ausgestattet. Der Propeller hatte einen Durchmesser von 3,10 m. Unter dem Spinner waren der Blattverstellmechanismus und die Wuchtgewichte und an der Spitze eine Hucks-Anlasserklaue angebracht. Die jeweils sieben Auspuffrohre pro Seite wurden zu einer senkrechten Reihe zusammengefasst und sorgten somit für zusätzlichen Vortrieb. An der Stirnseite der Motorverkleidung waren hinter dem Propeller verstellbare Kühlluftklappen. Als Triebwerk diente der 14-Zylinder-Doppelsternmotor M-82 (später als ASch-82 bezeichnet) mit Propellergetriebe. Ab der Version La-5F wurde der ASch-82F und ab La-5FN der ASch-5FN mit Direkteinspritzung, ab Mai 1942 zusätzlich mit Zweigangkompressor verwendet.
Der Tragflügel besaß einen über die ganze Flügelspannweite verlaufenden Hauptholm aus Birkenfurnier, welches in kreuzender Faserrichtung mit WIAM-B-3 verklebt war. Wie der Rumpf bestand auch die Beplankung aus Bakelit-Birkensperrholz. Am äußeren Teil der Tragflächenvorderkante waren automatische Vorflügel angebracht. An der Tragflächenhinterkante waren außen stoffbespannte Querruder mit einer Struktur aus Duraluminium (Dural) und einer Flettner-Klappe positioniert. Die innen liegenden Landeklappen waren als Spreizklappen ausgelegt und bestanden aus Dural. In den Tragflächen befanden sich je drei Kraftstofftanks mit einem Gesamtvolumen von 464 Litern. Ein besonderes Merkmal, was von der LaGG-3 übernommen wurde, war dass ein Teil der Auspuffgase erst einen Zwischenkühler und Filter durchlief um ihnen das Wasser zu entziehen und dann zur Reduzierung des Brandrisikos in die  die Kraftstofftanks geleitet wurden, sodass deren Hohlräume größtenteils mit den inerten Gasen CO2 und N2 gefüllt waren.N2 und CO2 gefüllt waren.
Ab der Version La-5FN/41 wurde ein neues Tragwerk entwickelt, welches außer verbesserten Querrudern und Nasenklappen aerodynamisch fast unverändert blieb. Dafür hatte die Konstruktion einen höheren Metallanteil, wie z. B. Hauptholme aus Duraluminium und Chromstahl (30ChGSA) und Mittelrippen aus Duraluminium. Dieses Tragwerk wurde später für die La-7 übernommen.
Das Leitwerk bestand wie die Querruder aus einer Duraluminium-Konstruktion und war stoffbespannt. Alle Ruder waren mit Trimmklappen ausgestattet.
Die Hauptfahrwerksbeine des Spornradfahrwerks wurden hydraulisch nach innen eingezogen. Sie waren mit Federbeinklappen versehen, welche das Fahrwerk im eingefahrenen Zustand fast vollständig bedeckten. Der Sporn war ebenfalls einziehbar, aber aufgrund häufiger Störungen wurde er oft von der Hydraulik abgekoppelt und im Zustand „ausgefahren und verriegelt“ betrieben.
Der Pilotensitz war von hinten durch eine 10 mm starke Panzerstahlplatte geschützt. Die Kanzel wurde zunächst aus der LaGG-3 übernommen und in späteren Versionen mit einer hinteren Kanzelverkleidung aus Plexiglas kombiniert, die eine bessere Rundumsicht bot.

## Technische Daten

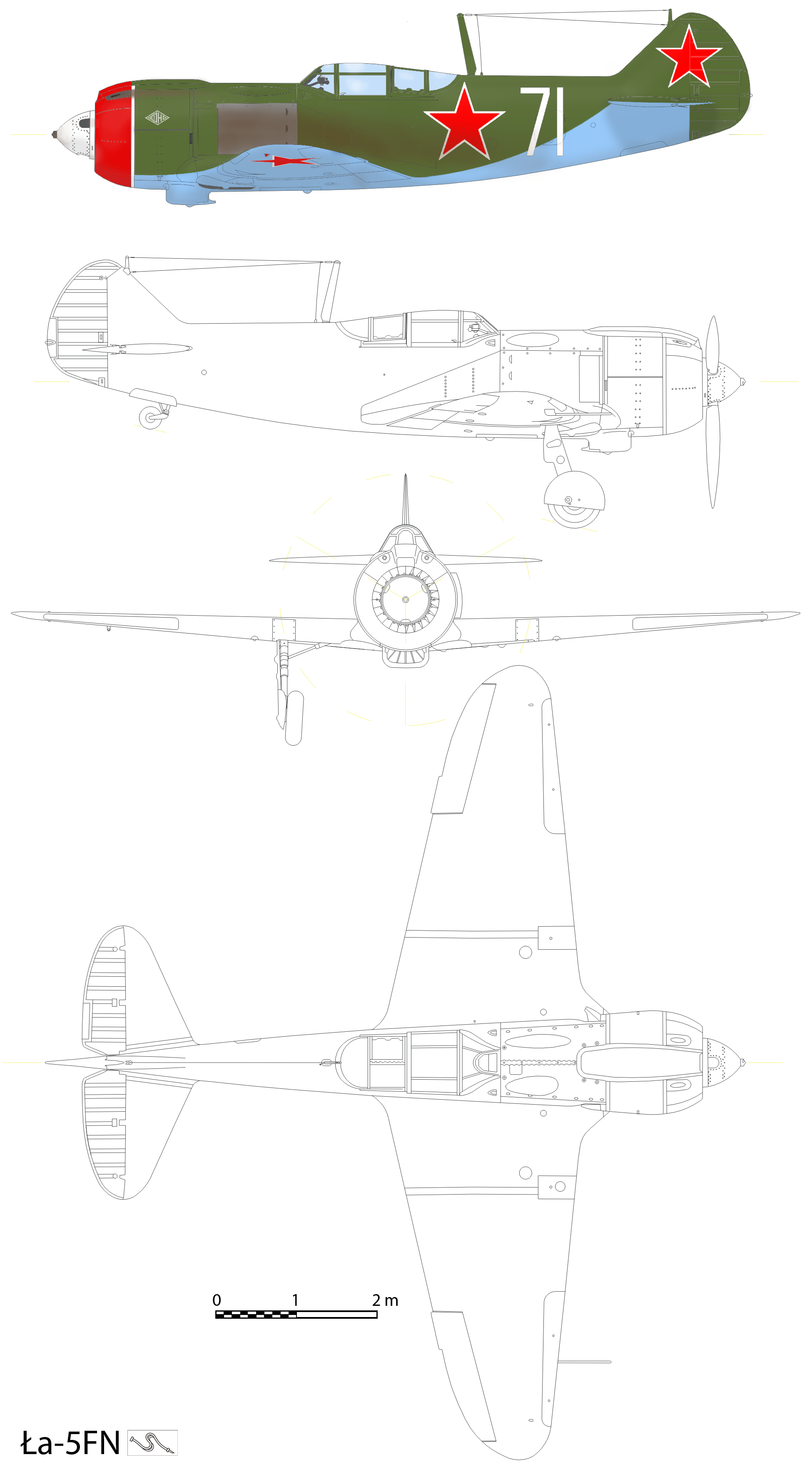
Farbschema und Dreiseitenriss der La-5FN

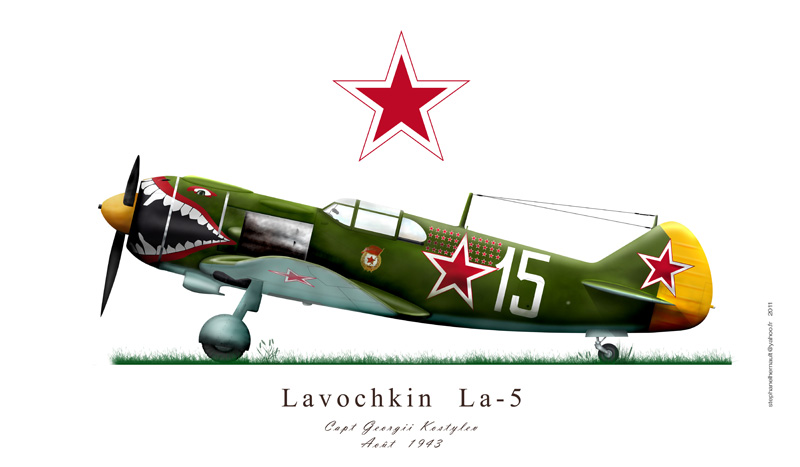
La-5
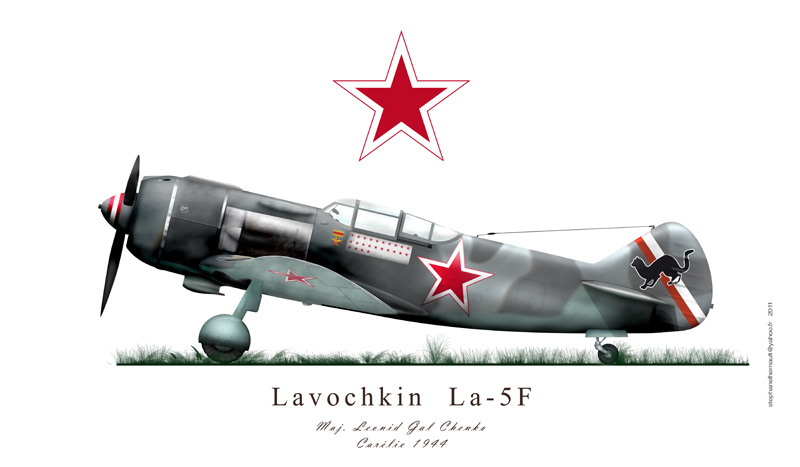
La-5F
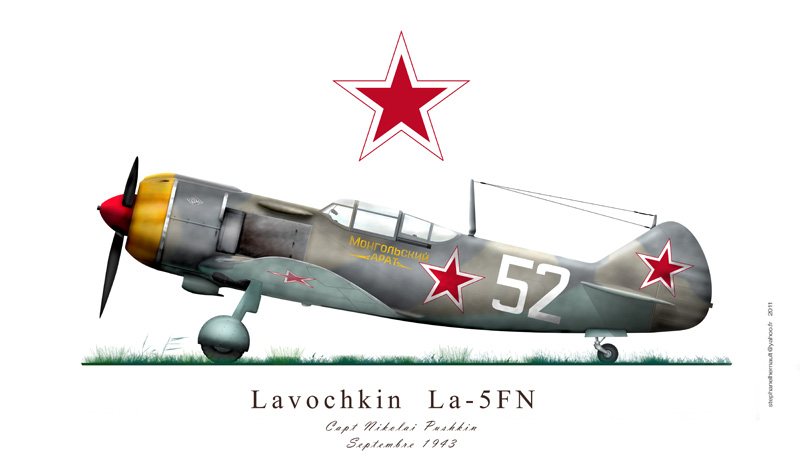
La-5FN

| Kenngröße             | LaG-5 (ЛаГ-5)                                            | La-5FN (Ла-5ФН)                                                            |
| --------------------- | -------------------------------------------------------- | -------------------------------------------------------------------------- |
| Besatzung             | 1 Pilot                                                  | 1 Pilot                                                                    |
| Länge                 | 8,70 m                                                   | 8,67 m                                                                     |
| Spannweite            | 9,80 m                                                   | 9,80 m                                                                     |
| Höhe                  | 3,58 m                                                   | 3,40 m                                                                     |
| Flügelfläche          | 17,51 m²                                                 | 17,60 m²                                                                   |
| Flügelstreckung       | 5,48                                                     | 5,46                                                                       |
| Leermasse             | 2.605 kg                                                 | 2.605 kg                                                                   |
| Startmasse            | 3.320 kg                                                 | 3.265 kg                                                                   |
| Triebwerk             | ein 14-Zylinder-Doppelsternmotor Schwezow ASch-82 (M-82) | ein 14-Zylinder-Doppelsternmotor Schwezow ASch-82FN mit Direkteinspritzung |
| Startleistung         | 980 kW (1.330 PS)                                        | 1.360 kW (1.850 PS)                                                        |
| Höchstgeschwindigkeit | 554 km/h in 6.500 m                                      | 563 km/h in Bodennähe 648 km/h in 6.500 m                                  |
| Steigleistung         |                                                          | 18,1 m/s                                                                   |
| Steigzeit             | 5,4 min auf 5.000 m                                      | 4,7 min auf 5.000 m                                                        |
| Reichweite            | 630 km                                                   | 765 km                                                                     |
| Gipfelhöhe            | 9.500 m                                                  | 11.000 m                                                                   |
| Zeit für Vollkurve    |                                                          | 18 s                                                                       |
| Bewaffnung            | zwei 20-mm-Kanonen SchWAK                                | zwei 20-mm-Kanonen SchWAK                                                  |
| Abwurfmunition        |                                                          | 150 kg Bomben oder ungelenkte RS-82-Raketen                                |

- La-5
- La-5F
- La-5FN